# Alain Bar
Pour les articles homonymes, voir Bar.
Alain Bar est graveur, artiste du livre français. Il a créé la maison d'édition Parole gravée.

## Biographie
Né en 1947, Alain Bar participe à diverses expositions de gravure en France, exposant également des œuvres issues de son amour du livre, notamment à Paris à la Galerie Kieffer ou à la librairie Nicaise. Il réalise les gravures pour Le Corps de l'Alphabet d'Alain Bosquet (publié par Marc Pessin) et Jockey in Space de Charles Dobzynski.

## Technique
Il travaille en gravure en taille douce. Créateur d'estampes et de livres avec des thèmes privilégiés — le sport et le jazz —, sa technique est mixte : eau-forte, aquatinte, burin, pointe-sèche.
La bibliothèque nationale de France conserve des affiches et autres œuvres et documents d'Alain Bar.

## Prix et expositions
- 1977 : 1er prix biennale internationale de gravure Sport et Beaux Arts Madrid;
- 1982 : Diplôme d’honneur de la ville de Leipzig ;
- 1986 : 1er prix biennale internationale de gravure Sport et Beaux Arts Barcelone;
- 1987 : Grand prix de France des Arts Plastiques ;
- 1992 : Prix Henri-Desgrange décerné par l’Académie des Sports Paris ;
- 1997 : rétrospective Musée Olympique Lausanne ;
- 2004 : Prix Robert Beltz, Sontz ;  Prix Livre d'exception, Médiathèque d'Albi.

## Publication
- La Voie du guerrier de Vincent Bardet, avec des eaux-fortes en couleurs d'Alain Bar, Les Bibliophiles de France, 1986.